# Mike Ejeagha
 (juillet 2024).
Mike Ejeagha, né le 4 avril 1930 à Imezi Owa (Ezeagu, colonie et protectorat du Nigeria) et mort le 6 juin 2025 à Enugu (État d'Enugu, Nigeria), est un folkloriste, auteur-compositeur et musicien nigérian.
Sa carrière musicale commence au milieu du XXe siècle, et il est également connu sous le nom de Gentleman Mike Ejeagha. Il a une influence significative sur l'évolution de la musique en langue igbo pendant plus de 60 ans.

## Biographie
Mike Ejeagha est un conteur qui accompagne ses récits d'un style de guitare distinct, mêlant ses paroles de proverbes pour conférer à sa musique un aspect didactique. Il compose sa propre musique et écrit ses paroles en langue Igbo.
Il a apporté une contribution significative aux Archives nationales du Nigeria en soumettant plus de trois cents enregistrements issus de son travail sur le terrain pour étudier la musique highlife du folklore igbo.
Le 12 septembre 2022, Pulse Nigeria annonce qu'un film documentaire sur la vie de Michael Chineme Ike, intitulé Gentleman, est en cours de réalisation.
En juillet 2024, la chanson Ka Esi Le Onye Isi Oche, sortie en 1983 de l'album Akuko N'Egwu Vol. 1, a gagné en popularité grâce à un défi de danse viral lancé par le comédien Brain Jotter.